# Ramón Gómez de la Serna

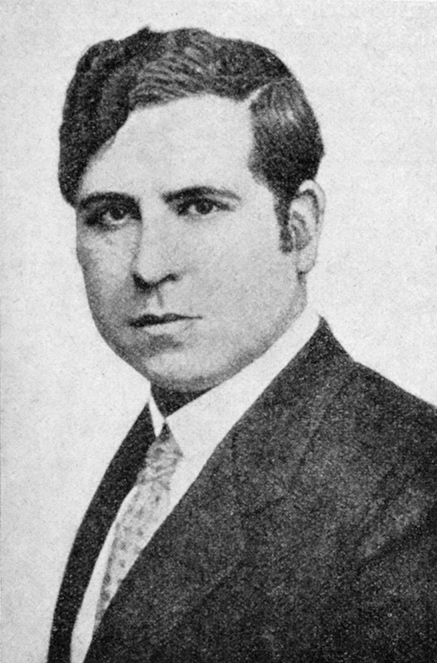
Ramón Gómez de la Serna

Ramón Gómez de la Serna (n. 3 iulie 1888 - d. 13 ianuarie 1963) a fost un scriitor și critic literar spaniol.
Este cunoscut mai ales pentru greguería, specie literară pe care a inițiat-o și care este un paradox, exprimat metafizic și umoristic, care evidențiază, prin modul imprevizibil al înlănțuirii ideilor, aspecte inedite ale realității.
Romanele sale au ca temă lumea artei și se remarcă prin strălucirea metaforică.
A fondat cercul literar madrilen Pombo.

## Scrieri
- 1918: Greguerías
- 1918: Văduva albă și neagră ("La viuda blanca y negra")
- 1920: Cubismul și toate «ismele» ("El cubismo y todos los ismos")
- 1927: Toreadorul Caracho ("El torero Caracho")
- 1928: Goya
- 1930: Azorín
- 1933: Culegere de greguería ("Flor de greguerías")
- 1935: El Greco
- 1948: Automuribundia.